# Evangelische Täufergemeinde Neuhütten

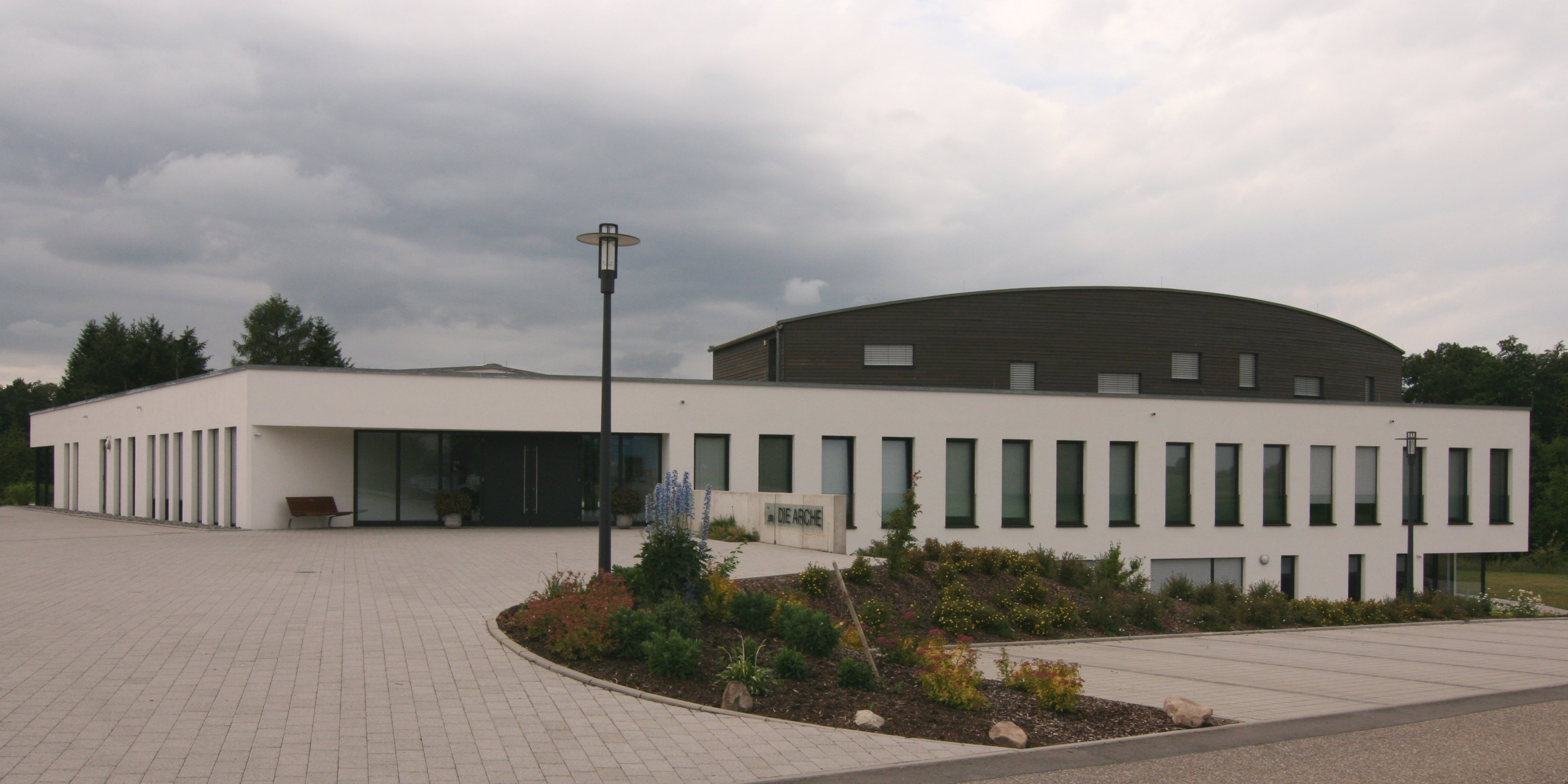
Die Arche, Gemeindezentrum der Evangelischen Täufergemeinde Neuhütten

Die Evangelische Täufergemeinde Neuhütten ist eine christliche Freikirche im baden-württembergischen Neuhütten, einem Ortsteil von Wüstenrot. Die Gemeinde gehört dem Bund Evangelischer Täufergemeinden (ETG) an und hat ihre Wurzeln in der Neutäuferbewegung des beginnenden 19. Jahrhunderts.

## Geschichte
Im ersten Drittel des 19. Jahrhunderts gründete der von der sogenannten Erweckungsbewegung inspirierte Schweizer Pfarrer Samuel Heinrich Fröhlich die Gemeinschaft der evangelischen Taufgesinnten (Fröhlichianer). Daraus entwickelte sich eine Bewegung, die zu einem Netzwerk von Gemeinden in der Schweiz, Deutschland und dem Elsass führte und aus der auch die Evangelische Täufergemeinde Neuhütten hervorging.
Die Geschichte dieser Gemeinde geht hauptsächlich auf die beiden Handwerksgesellen Johannes Aupperle und Wilhelm Schlipf zurück, die sich in der Schweiz von fröhlichianischen Taufgesinnten taufen ließen. Als Aupperle 1855 aus der Schweiz zurückkehrte, begann er Versammlungen in Neuhütten zu veranstalten, die sich zu der heute bekannten Gemeinde ausweiteten. Zu Beginn wurden die fröhlichianischen Taufgesinnten offiziell noch als Baptisten oder Mennoniten betrachtet. Erst mit der Zeit wurden sie als selbstständige Gruppierung anerkannt.
Die Gemeinde war dabei aber keineswegs homogen, bereits im Jahr 1904 fand eine Trennung aufgrund einer Kontroverse über das Tragen von Bärten als angeblicher Ausdruck von Militarismus statt. Dabei verließen die Vertreter dieser Ansicht Neuhütten. Im Jahre 1911 begann der Bau des ersten Gemeindehauses.
1924 spaltete sich eine weitere Gruppe von der Gemeinde ab, weil sie für das folgende Jahr die Wiederkunft Christi erwarteten, was der Großteil der Gemeinde ablehnte. 1928 gründete der verbliebene Teil einen Verein und begann im selben Jahr mit dem Bau eines neuen Gemeindehauses, welcher 1931 vollendet wurde.
Nach Ende des Zweiten Weltkriegs vergrößerte sich die Gemeinde durch Heimatvertriebene aus Jugoslawien. In dieser wirtschaftlich schweren Zeit wurde man durch Hilfsgüter aus der Schweiz unterstützt. Auch in der Folgezeit wuchs die Anzahl der Mitglieder weiter an.
In den 1980er Jahren wurde eine neue eigenständige Gemeinde in Öhringen/Scheppach gegründet.

## Gebäude
Das aktuelle Gemeindehaus Die Arche wurde 2009 feierlich eröffnet. Der Bau wurde unter anderem durch Mitgliederspenden finanziert. Die Bauzeit dauerte 18 Monate, die Baukosten lagen bei 2,5 Mio. EUR. Gemeindemitglieder erbrachten 24.000 Stunden Eigenleistung. Der Entwurf stammt von Philipp Architekten aus Schwäbisch Hall.
Das Gemeindehaus liegt in einer Waldrandlage und wird durch zwei Baukörper geprägt: der Gemeindesaal befindet sich im sanft gebogenen Hauptbaukörper, der innen wie außen mit Holz verkleidet ist, und somit an die namengebende Arche erinnert. Ein zweiter, niedrigerer Baukörper schließt sich abgewinkelt an, darin sind Büros und andere kleinere Räume untergebracht. Am Schnittpunkt der beiden Baukörper liegt das Foyer.

## Organisation und Angebote

### Organisation
Die ETG-Neuhütten untersteht offiziell dem Dachverband der Evangelischen Täufergemeinden, dieser gesteht den einzelnen Gemeinden jedoch weitgehende Selbstständigkeit zu und dient mehr als Austauschplattform. Die Finanzen werden hauptsächlich durch freiwillige Mitgliederbeiträge und Spenden gedeckt.
In Neuhütten findet ein wöchentlicher Sonntagsgottesdienst statt sowie parallel ein Kindergottesdienst. Ebenfalls parallel wird der Bibelunterricht für Teenager angeboten.

### Angebote
Die Gemeinde bietet einen kostenlosen Alphakurs zum Kennenlernen des christlichen Glaubens an. Als Nachfolgekurs gibt es einen, ebenfalls kostenlosen, Beta-Kurs. Weiterhin gibt es eine Jungschar und einen Jugendkreis, sodass zusammen mit den Kindergottesdiensten, der Stupsnasen-Gruppe (Kleinkindergruppe), dem Teeniekreis und dem Seniorenkreis alle Altersschichten abgedeckt sind. Mädchen- und Jungenschar findet bis zum Alter von etwa 13 Jahren getrennt statt, die weiteren Kreise dagegen gemeinsam. Daneben werden Bibelstunden und Hauskreise organisiert. Außerdem finden wöchentlich Treffen des Musikteams statt.

### Haus Waldesruh
Das Seniorenheim wurde 1957 eingeweiht, die Arbeit wurde bis 1997 ehrenamtlich erbracht, seitdem teilweise ehrenamtlich. Zur Jahrtausendwende veränderte man die Anlage strukturell zum Betreuten Wohnen. Außerdem werden die Gottesdienste per Video-Übertragung in das Haus übertragen, es finden auch Morgenandachten statt, und der Seniorenkreis trifft sich dort.